# Nikkei 225
Nota: Para outros significados de Nikkei, ver Nikkei (desambiguação).
Nikkei 225 ou Nikkei Stock Average (日経平均株価, Nikkei heikin kabuka), mais comumente chamado de índice Nikkei ou Nikkei é um índice do mercado de ações da Bolsa de Valores de Tóquio. É calculado diariamente pelo jornal Nihon Keizai Shimbun (The Nikkei) desde 1950. É um índice ponderado por preços e não por capitalização, que opera em ienes (JP¥) e seus componentes são revisados uma vez por ano. O Nikkei mede o desempenho de 225 grandes empresas de capital aberto no Japão em uma ampla gama de setores da indústria. É um dos dois índices importantes da Bolsa de Valores de Tóquio, sendo o outro o Índice de Preços de Ações de Tóquio (TOPIX).

## História
O Nikkei 225 começou a ser calculado em 7 de setembro de 1950; 70 anos atrás, calculado retroativamente até 16 de maio de 1949. Desde janeiro de 2010, o índice é atualizado a cada 15 segundos durante os pregões.
O Nikkei 225 Futures, lançado na Singapore Exchange (SGX) em 1986, na Osaka Securities Exchange (OSE) em 1988 e na Chicago Mercantile Exchange (CME) em 1990, é hoje um índice de futuros reconhecido internacionalmente.
A média do Nikkei desviou-se drasticamente do modelo clássico de médias de ações, que crescem a uma taxa exponencial constante. A média atingiu seu máximo histórico em 29 de dezembro de 1989, durante o pico da bolha financeira e imobiliária no Japão, quando atingiu uma alta intradiária de 38.957,44, antes de fechar em 38.915,87, tendo crescido seis vezes durante a década. Posteriormente, perdeu quase todos esses ganhos, fechando em 7.054,98 em 10 de março de 2009 - 81,9% abaixo de seu pico quase vinte anos antes.[carece de fontes?]
Em 15 de março de 2011, o segundo dia útil após o grande terremoto no nordeste do Japão, o índice caiu mais de 10% para terminar em 8.605,15, uma perda de 1.015 pontos. O índice continuou a cair ao longo de 2011, chegando ao fundo em 8.160,01 em 25 de novembro, colocando-o em seu menor valor desde 31 de março de 2009. O Nikkei caiu mais de 17% em 2011, terminando o ano em 8.455,35, seu valor de fechamento de final de ano mais baixo em quase trinta anos, quando o índice terminou em 8.016,70 em 1982.
O Nikkei começou 2013 perto de 10.600, atingindo um pico de 15.942 em maio. No entanto, pouco depois, caiu quase 10% antes de se recuperar, tornando-se o índice do mercado de ações mais volátil entre os mercados desenvolvidos. Em 2015, atingiu a marca de mais de 20.000; marcando um ganho de mais de 10.000 em dois anos, tornando-se um dos índices do mercado de ações de mais rápido crescimento no mundo. No entanto, em 2018, o crescimento do índice foi mais moderado, em torno da marca de 22.000.[carece de fontes?] Há a preocupação de que o aumento desde 2013 seja artificial e devido às compras pelo Banco do Japão (BJ). Desde o início em 2013, até o final de 2017, o BJ detinha cerca de 75% de todos os fundos negociados em bolsa (ETFs) japoneses e era um dos 10 principais acionistas de 90% dos 225 constituintes do Nikkei.
Em 15 de fevereiro de 2021, a média Nikkei ultrapassou a marca de 30 mil pontos, devido aos fortes ganhos corporativos, dados do PIB do Japão e otimismo em relação a uma vacina COVID-19. Este é o nível mais alto que o índice alcançou em 30 anos.

## Valorização anual[11]
| 1997 | −21.19% |
| 1998 | −9.29%  |
| 1999 | +36.79% |
| 2000 | −27.19% |
| 2001 | −23.52% |
| 2002 | −18.63% |
| 2003 | +24.45% |
| 2004 | +7.61%  |
| 2005 | +40.24% |
| 2006 | +6.92%  |
| 2007 | −11.13% |
| 2008 | −42.12% |
| 2009 | +19.04% |
| 2010 | −3.01%  |
| 2011 | −17.34% |
| 2012 | +22.94% |
| 2013 | +56.72% |
| 2014 | +7.12%  |
| 2015 | +9.07%  |
| 2016 | +0.42%  |
| 2017 | +19.10% |

## Componentes
Em abril de 2018, o índice é composto pelas seguintes empresas:

### Alimentação
- Ajinomoto Co., Inc.
- Asahi Breweries, Ltd.
- Japan Tobacco Inc.
- Kikkoman Corp.
- Kirin Brewery Co., Ltd.
- Meiji Holdings Company, Limited
- Nichirei Corp.
- Nippon Meat Packers, Inc.
- Nisshin Seifun Group Inc.
- Sapporo Holdings Ltd.
- Takara Holdings Inc.

### Têxteis e vestuário
- Teijin Ltd.
- Toray Industries, Inc.
- Toyobo Co., Ltd.
- Unitika, Ltd.

### Papel e pasta de papel
- Nippon Paper Group, Inc.
- Oji Paper Co., Ltd.

### Produtos químicos
- Asahi Kasei Corp.
- Denki Kagaku Kogyo K.K.
- Fujifilm Holdings Corp.
- Kao Corp.
- Kuraray Co., Ltd.
- Mitsubishi Chemical Holdings Corp.
- Mitsui Chemicals, Inc.
- Nippon Kayaku Co., Ltd.
- Nissan Chemical Industries, Ltd.
- Nitto Denko
- Shin-Etsu Chemical Co., Ltd.
- Shiseido Co., Ltd.
- Showa Denko K.K.
- Sumitomo Chemical Co., Ltd.
- Tokuyama Corporation
- Tosoh Corp.
- Ube Industries, Ltd.

### Farmacêuticas
- Astellas Pharma Inc.
- Chugai Pharmaceutical Co., Ltd.
- Daiichi Sankyo Co., Ltd.
- Dainippon Sumitomo Pharmaa Co., Ltd.
- Eisai Co., Ltd.
- Kyowa Hakko Kirin Co., Ltd.
- Otsuka Holdings Co., Ltd.
- Shionogi & Co., Ltd.
- Takeda Pharmaceutical Company, Ltd.

### Petróleo e carvão
- JXTG Holdings
- Showa Shell Sekiyu K.K.

### Produtos de borracha
- Bridgestone Corp.
- The Yokohama Rubber Co., Ltd.

### Vidro e cerâmica
- Asahi Glass Co., Ltd.
- NGK Insulators, Ltd.
- Nippon Electric Glass Co., Ltd.
- Nippon Sheet Glass Co., Ltd.
- Sumitomo Osaka Cement Co., Ltd.
- Taiheiyo Cement Corp.
- Tokai Carbon Co., Ltd.
- Toto Ltd.

### Aço
- JFE Holdings, Inc.
- Kobe Steel, Ltd.
- Nippon Steel Corp.
- Nisshin Steel Cp., Ltd.
- Pacific Metals Co., Ltd.

### Metais não ferrosos
- Dowa Holdings Co., Ltd.
- Fujikura Ltd.
- Furukawa Co., Ltd.
- The Furukawa Electric Co., Ltd.
- Mitsubishi Materials Corp.
- Mitsui Mining & Smelting Co., Ltd.
- Nippon Light Metal Co., Ltd
- SUMCO Corp.
- Sumitomo Electric Industries, Ltd.
- Sumitomo Metal Mining Co., Ltd.
- Toho Zinc Co., Ltd.
- Toyo Seikan Kaisha, Ltd.

### Maquinaria
- Amada Corporation Ltd.
- Chiyoda Corporation
- Daikin Industries, Ltd.
- Ebara Corporation
- Hitachi Construction Machinery Co., Ltd.
- Hitachi Zosen Corporation
- IHI Corporation
- The Japan Steel Works, Ltd.
- JTEKT Corp.
- Komatsu Limited
- Kubota Corp.
- Mitsubishi Heavy Industries, Ltd.
- NSK Ltd.
- NTN Corporation
- Okuma Holdings, Inc.
- Sumitomo Heavy Industries, Ltd.

### Maquinaria eléctrica
- Advantest Corp.
- Alps Electric Co., Ltd.
- Canon Inc.
- Casio Computer Co., Ltd.
- Dainippon Screen Mfg. Co., Ltd.
- Denso Corp.
- Fanuc Corporation
- Fuji Electric Holdings Co., Ltd.
- Fujitsu Ltd.
- GS Yuasa Corp.
- Hitachi, Ltd.
- Kyocera Corp.
- Panasonic Corp.
- Minebea Co., Ltd.
- Mitsubishi Electric Corp.
- Mitsumi Electric Co., Ltd.
- NEC Corp.
- Nisshinbo Holdins Inc.
- Oki Electric Industry Co., Ltd.
- Pioneer Corporation
- Ricoh
- Seiko Epson Corporation
- Sony Corp.
- Taiyo Yuden Co., Ltd.
- TDK Corp.
- Tokyo Electron Ltd.
- Yaskawa Electric Corporation, Ltd.
- Yokogawa Electric Corp.

### Construção naval
- Kawasaki Heavy Industries, Ltd.
- Mitsui Engineering & Shipbuilding Co., Ltd.

### Indústria automobilística
- Hino Motors, Ltd.
- Honda Motor Co., Ltd.
- Isuzu Motors Ltd.
- Mazda Motor Corp.
- Mitsubishi Motors Corp.
- Nissan Motor Co., Ltd.
- Subaru Corp.
- Suzuki Motor Corp.
- Toyota Motor Corp.
- Yamaha Motor Corp.

### Instrumentos de precisão
- Citizen Holdings Co., Ltd.
- Konica Minolta Holdings, Inc.
- Nikon Corp.
- Olympus Corp.
- Terumo Corp.

### Outros produtos manufacturados
- Dai Nippon Printing Co., Ltd.
- Toppan Printing Co., Ltd.
- Yamaha Corp.

### Pescas
- Nippon Suisan Kaisha, Ltd.
- Maruha Nichiro Holdings, Inc.

### Mineração
- Inpex Corp.

### Construção
- Comsys Holdings Corp.
- Daiwa House Industry Co., Ltd.
- Haseko Corporation
- JGC Corporation
- Kajima Corp.
- Obayashi Corporation
- Sekisui House, Ltd.
- Shimizu Corp.
- Taisei Corp.

### Comércio
- Itochu Corp.
- Marubeni Corp.
- Mitsubishi Corp.
- Mitsui & Co., Ltd.
- Sojitz Corp.
- Sumitomo Corp.
- Toyota Tsusho Corp.

### Retalho
- Aeon Co., Ltd.
- FamilyMart Uny Holdings Co., Ltd.
- Fast Retailing Co., Ltd.
- Isetan Mitsukoshi Holdings Ltd.
- J. Front Retailing Co., Ltd.
- Marui Group Co., Ltd.
- Seven & I Holdings Co., Ltd.
- Takashimaya Co., Ltd.

### Bancos
- Aozora Bank, Ltd.
- The Chiba Bank, Ltd.
- Concordia Financial Group, Inc.
- Fukuoka Financial Group, Inc.
- Mitsubishi UFJ Financial Group, Inc.
- Mizuho Financial Group, Inc.
- Resona Holdings, Inc.
- Shinsei Bank, Ltd.
- The Shizuoka Bank, Ltd.
- Sumitomo Mitsui Financial Group, Inc.
- Sumitomo Mitsui Trust Holdings, Inc.

### Corretagem
- Daiwa Securities Group Inc.
- Matsui Securities Co., Ltd.
- Nomura Holdings, Inc.

### Seguros
- Dai-ichi Life Insurance Company, Ltd
- MS&AD Insurance Group, Inc.
- Sompo Holdings Inc.
- Sony Financial Holdings Inc.
- T&D Holdings, Inc.
- Tokio Marine Holdings, Inc.

### Outros serviços financeiros
- Credit Saison Co., Ltd.

### Imobiliário
- Mitsubishi Estate Co., Ltd.
- Mitsui Fudosan Co.,Ltd
- Sumitomo Realty & Development Co., Ltd.
- Tokyo Tatemono Co., Ltd.
- Tokyu Land Corp.

### Transportes ferroviários e rodoviários
- Central Japan Railway Company
- East Japan Railway Company
- Keio Corporation
- Keisei Electric Railway Co., Ltd.
- Odakyu Electric Railway Co., Ltd.
- Tobu Railway Co., Ltd.
- Tokyu Corporation
- West Japan Railway Company

### Outros transportes terrestres
- Nippon Express Co., Ltd.
- Yamato Holdings Co., Ltd.

### Transportes marítimos
- Kawasaki Kisen Kaisha, Ltd.
- Mitsui O.S.K. Line, Ltd.
- Nippon Yusen K.K.

### Transportes aéreos
- All Nippon Airways Co., Ltd.

### Armazenagem
- Mitsubishi Logistics Corp.

### Comunicações
- KDDI Corp.
- Nippon Telegraph and Telephone Corp.
- NTT Data Corp.
- NTT DoCoMo, Inc.
- Sky Perfect JSAT Holdings Inc.
- SoftBank Corp.

### Energia eléctrica
- Chubu Electric Power Co., Inc.
- The TKansai Electric Power Co., Inc.
- The Tokyo Electric Power Co., Inc.

### Gás
- Osaka Gas Co., Ltd.
- Tokyo Gas Co., Ltd.

### Serviços
- Dena Corporation, Ltd.
- Dentsu Inc.
- Japan Post Holdings Co., Ltd.
- Konami Corp.
- Rakuten Inc.
- Recruit Holdings Co., Ltd.
- Secom Co., Ltd.
- Tokyo Dome Corp.
- Toho Co., Ltd.
- Trend Micro Inc.
- Yahoo Japan Corp.